# Powiat d'Oława
Le powiat d'Oława (en polonais : powiat oławski) est un powiat appartenant à la voïvodie de Basse-Silésie dans le sud-ouest de la Pologne.

## Division administrative
Le powiat comprend 4 communes :
- Commune urbaine : Oława
- Commune urbaine-rurale : Jelcz-Laskowice
- Communes rurales : Domaniów, Oława